# All-Ireland Senior Football Championship 1970
L'All-Ireland Senior Football Championship 1970 fu l'edizione numero 84 del principale torneo di calcio gaelico irlandese. Kerry batté in finale Meath ottenendo la ventiduesima vittoria della sua storia.

## Semifinali
| Dublino 9 agosto 1970 | Galway | 0-11 – 0-15 | Meath | Croke Park |

| Dublino 23 agosto 1970 | Kerry | 0-23 – 0-10 | Derry | Croke Park |

### Finale
| Dublino 27 settembre 1970 | Kerry | 2-19 – 0-18 | Meath | Croke Park (71775 spett.) |